# Capitulaciones de Santa Fe
Las Capitulaciones de Santa Fe son un documento escrito por los Reyes Católicos el 17 de abril de 1492 en la localidad de Santa Fe, a las afueras de Granada, que recoge los acuerdos alcanzados con Cristóbal Colón relativos a su expedición planeada por el mar hacia occidente.
En el documento se le otorgan a Cristóbal Colón los títulos de almirante, virrey y gobernador general de todos los territorios que descubriera o ganase durante su vida. También se le concedió un diezmo de todas las mercaderías que hallase, ganase y hubiese en los lugares conquistados. El texto fue redactado por el secretario Juan de Coloma y el original, hoy perdido, fue firmado por los dos monarcas. Las Capitulaciones de Santa Fe significaron un reparto anticipado entre Colón y los Reyes Católicos de los beneficios que reportaría la conquista de lo que después se llamaría América. Con esos beneficios, Colón logró un rápido ascenso social, al pasar a formar parte de la nobleza cortesana.
Existe controversia sobre varios aspectos de las Capitulaciones. Durante los pleitos colombinos se discutió su naturaleza jurídica: mientras que los herederos de Colón afirmaron que representaba un contrato vinculante, la Corona defendió que se había tratado de una mera merced revocable; la cuestión sigue siendo debatida hoy en día. Por otra parte, el encabezamiento del documento afirma que Colón «ha descubierto» ciertas tierras, lo cual ha dado argumentos a los partidarios de un pre-descubrimiento de América anterior a 1492. Otros aspectos del texto que han suscitado interpretaciones encontradas son el tratamiento de «Don» otorgado a Colón y la concesión de los títulos de manera inmediata, que contrastan con una merced posterior, la Real Provisión del 30 de abril de 1492, que condiciona los títulos al hallazgo efectivo de nuevas tierras y no utiliza el Don al mencionar a Colón. Esto ha dado pie a la teoría de que el documento pudo ser modificado en 1493 tras el retorno de Colón de su primer viaje a las Indias.

## Antecedentes

### Capitulaciones para la conquista de Canarias
En aquellos años, la palabra "capitulaciones" designaba varios tipos de documentos jurídicos o diplomáticos, tanto entre estados como entre particulares y estados. Para la conquista de nuevos territorios, en la Edad Media la Corona de Castilla no recurría a ejércitos propios permanentes sino que contrataba la misión a particulares poderosos, a cambio de títulos y beneficios económicos que se recogían en una capitulación.
Esto ocurrió en particular durante la conquista de las islas Canarias, cuyas capitulaciones son el antecedente inmediato de las capitulaciones de Santa Fe. Las capitulaciones firmadas por los reyes de Castilla a principios del siglo XV para la conquista de Canarias eran típicamente feudales: los nobles que emprendían la conquista se erigían en señores de las islas, vasallos de Castilla pero con amplia autonomía. La sumisión de más gente al cristianismo se planteaba como una especie de excusa interna heredada, ya que la guerra entre cristianos y musulmanes era el ámbito donde se formaron estos hombres. Por el contrario, las acordadas a finales de siglo por los Reyes Católicos se limitan a conceder beneficios económicos pero no señoríos, lo cual es un reflejo de la monarquía autoritaria que impusieron sobre la aristocracia a lo largo de su reinado. Los documentos seguían mencionando un móvil religioso pero cada vez más como mero pretexto. Sin embargo, en las capitulaciones con Cristóbal Colón le concederán un señorío hereditario sobre las tierras conquistadas y no se hará ninguna mención de objetivo religioso.

### La búsqueda de patronazgo para el proyecto de Colón
Hacia 1480 Cristóbal Colón vivía en Portugal, en las islas Madeira, y por matrimonio había entrado a formar parte de la nobleza portuguesa. Debió de ser por entonces cuando concibió la idea de navegar hacia occidente por el océano Atlántico hasta llegar a Cipango o a las Indias. Entre 1483 y 1485 le presentó su proyecto al rey Juan II de Portugal pero este fue escéptico y, tras consultar con tres de sus consejeros expertos en cosmografía, desestimó la propuesta. Los portugueses llevaban al menos desde los años 1460 realizando viajes de exploración hacia el oeste de los archipiélagos de Canarias, Madeira y Azores. El 3 de marzo de 1486, poco después de la negativa a Colón, Juan II sí autorizó una expedición liderada por Ferdinand van Olmen (conocido en Portugal como Fernam Dulmo) para descubrir y conquistar la isla de las Siete Ciudades. En la capitulación con van Olmen, el rey le concedió un señorío hereditario sobre todas las tierras que conquistase a cambio de que él financiase y organizase el viaje íntegramente. El que Colón probablemente no dispusiese de dinero para armar su expedición pudo ser uno de los motivos por los que Juan II rechazase su proyecto en favor del de van Olmen.
Colón, tras su fracaso ante el rey, sumado quizás a la muerte de su esposa o quizás también a la campaña lanzada por Juan II contra la Casa de Braganza, emigró de Portugal al vecino reino de Castilla.
Colón les propuso su proyecto a los reyes de Castilla y Aragón, Isabel y Fernando, que no lo aceptaron por varios motivos. En aquel momento los reyes dedicaban todos sus recursos a la conquista de Granada, último reino musulmán de la península ibérica. Hernando de Talavera temía que el viaje propuesto por Colón transgrediera el tratado de Alcáçovas, firmado con Portugal, y llevase a la apertura de otro conflicto bélico. Por otra parte una comisión de expertos dictaminó que era imposible que fuera verdad lo que decía Colón.
Colón viajó entonces de nuevo a Portugal, en 1488, por motivos desconocidos. Allí pudo asistir al regreso de Bartolomeu Dias del viaje en el que había descubierto el cabo de Buena Esperanza, extremo sur de África tras el cual se abría a los portugueses la vía marítima a la India por el océano Índico. A partir de entonces Juan II se centró en la explotación de esa ruta y desestimó la exploración hacia occidente por el Atlántico. Colón regresó a Andalucía y le planteó su proyecto al duque de Medina Sidonia, que lo rechazó, y después a Luis de la Cerda, duque de Medinaceli, quien se mostró interesado y acogió a Colón durante dos años. Sin embargo, al ser consultada, la reina mandó llamar a Colón y le prometió ocuparse de su plan tan pronto como terminara la conquista de Granada.

### Negociación final
El 25 de noviembre de 1491 Granada se rindió a los cristianos. Los representantes del reino nazarí y los de Castilla y Aragón firmaron unas capitulaciones (llamadas "capitulaciones de Granada", a no confundir con las "de Santa Fe") que detallaban las condiciones en que se realizaría la transferencia de soberanía. Colón partió del monasterio de la Rábida, donde se encontraba desde octubre, y se unió a la corte en Santa Fe hacia el 31 de diciembre. Santa Fe era el campamento que habían establecido los reyes castellano-aragoneses en la Vega de Granada como cuartel general durante el asedio.
Se entablaron negociaciones entre Colón y la Corona por medio de dos representantes: Juan Pérez, fraile de la Rábida, por Colón y el secretario Juan de Coloma por la Corona. Según los relatos de Hernando Colón y de Bartolomé de las Casas, no fue posible llegar a un acuerdo debido a que Colón reclamaba los títulos de almirante y virrey, por lo que fue despedido de la corte. Entonces Luis de Santángel, un alto funcionario, intercedió por Colón ante la reina y se comprometió a adelantar el dinero que tendría que invertir la Corona en la expedición. Siempre según la versión de Hernando Colón y Las Casas, la reina cambió entonces de opinión, envió a un correo a traer de vuelta al genovés, al que daría alcance en Pinos Puente,  y le ordenó a Coloma que aceptase sus peticiones. El 17 de abril de 1492 alcanzaron finalmente un acuerdo y se redactaron unas capitulaciones que posteriormente se han denominado Capitulaciones de Santa Fe.

## Contenido
Texto completo de las capitulaciones de Santa Fe

### Encabezado
El documento, del cual se conservan varias copias, comienza mencionando los dos motivos por los que los reyes conceden a Cristóbal Colón "las cosas suplicadas": en primer lugar por «lo que ha descubierto» en el Atlántico y en segundo lugar por el viaje que pronto va a emprender. El texto llama a los reyes «vuestras altezas», lo cual sugiere que fue redactado por Colón y que la Corona se limitó a aprobarlo. Según la versión conservada en el Archivo de la Corona de Aragón:

Las cosas suplicadas e que vuestras altezas dan e otorgan a don Christoual de colon en alguna satisfacion de lo que ha descubierto en las mares oçeanas y del viage que agora con el ayuda de Dios ha de fazer por ellas en seruicio de vuestras altezas son las que se siguen

### Capítulos
A continuación se listan en cinco puntos, denominados «capítulos» en la época, los títulos y privilegios otorgados a Colón. Al final de cada uno de ellos se lee «Plaze a sus altezas. Juan de coloma.»
- El título vitalicio y hereditario de almirante de todas las «islas y tierras firmes» que Colón descubriese o conquistase «por su mano o industria» en «las Mares Oceánas». Para precisar cuáles eran las atribuciones de este título, se especifica que serían las mismas que tuvo Alonso Enríquez de Quiñones,[21] almirante mayor de Castilla fallecido en 1485. La familia Enríquez había alcanzado una gran importancia en la sociedad castellana de la época y las responsabilidades del cargo de almirante eran, al menos en teoría, muy amplias: era el jefe de todas las flotas de guerra y de los astilleros así como administrador de la justicia en el mar y en los puertos.[22] En la práctica ni Colón ni la Corona sabían exactamente en 1492 cuáles eran las atribuciones y los privilegios de los almirantes de Castilla.[23]

Primeramente que vuestras altezas como Sennores que son de las dichas mares oceanas fazen dende agora al dicho don Christobal Colon su almirante en todas aquellas islas y tierras firmes que por su mano o industria se descubriran o ganaran en las dichas mares oceanas para durante su vida y despues del muerto a sus herederos e successores de uno en otro perpetuamente con todas aquellas preheminencias e prerrogativas pertenecientes al tal officio e segund que don alfonso enriquez, quondam, almirante mayor de castilla e los otros sus predecessores en el dicho officio lo tenian en sus districtos.

- Los títulos de virrey y gobernador de dichas tierras, que incluía el derecho de presentar a la Corona una terna de candidatos para cada oficio de gobierno.[21] El documento no precisa las atribuciones de estos cargos ni si serán hereditarios o no. Esta ambigüedad se aclararía en cartas de privilegios posteriores.[22]

Otrosí que vuestras altezas fazen al dicho don Christobal su virrey e gobernador general en todas las dichas tierras firmes e yslas que como dicho es el descubriere o ganare en las dichas mares; e que paral regimiento de cada huna e qualquiere dellas, faga el election de tres personas para cada oficio, e que vuestras altezas tomen y scojan uno el que mas fuere su seruicio; e assi seran mejor regidas las tierras que nuestro Sennor le dexara fallar e ganar a seruicio de vuestras altezas.

- El 10 % de todas las ganancias económicas que se generasen en los territorios de su Almirantazgo (el otro 90 % quedaba para la Corona). Esta cláusula era muy diferente de la práctica habitual, que consistía en que el capitulante financiaba su expedición él mismo y con los bienes obtenidos primero cubría sus gastos y luego le entregaba un impuesto del 20 % sobre los beneficios a la Corona (el "quinto real"). Se cree que la excepción en las capitulaciones de Santa Fe se debe a que fue la Corona la que financió el viaje de Colón.[24]

Item que de todas e qualesquiere mercadurias siquiere sean perlas piedras preciosas oro plata specieria e otras qualesquiere cosas e mercadurias de qualquiere specie nombre e manera que sean que se compraren trocaren fallaren ganaren e hovieren dentro en los limites del dicho almirantadgo, que dende agora vuestras altezas fazen merced al dicho don Christoual e quieren que haya e lieue para si la dezena parte de todo ello quitadas las costas todas que se fizieren en ello por manera que de lo que quedare limpio e libre haya e tome la dicha decima parte para sí mismo e faga della a su voluntad quedando las otras nueve partes para vuestras altezas.

- La autoridad para Colón, o para un teniente designado por él, de juzgar los pleitos mercantiles que se originasen en la empresa. En este caso al «Plaze a sus altezas» se le añadió una frase que condicionaba este derecho a que también lo hubiese tenido el almirante Enríquez: "si pertenece al dicho officio de almirante segunt que lo tenia el dicho almirante don alonso enriquez, quondam, y los otros sus antecessores en sus districtos y siendo justo". En la práctica Colón nunca llegó a ejercitar este derecho.[24]

Otrosi que si a causa de las mercadurias quel trahera de las yslas y tierras que assi como dicho es se ganaren o descubrieren o de las que en trueque de aquellas se tomaren aqua de otros mercadores naciere pleyto alguno en el logar dondel dicho comercio e tracto se terna y fara que si por la preheminencia de su officio de almirante le pertenecera conocer del tal pleyto plega a vuestras altezas que el o su teniente e no otro Juez conozcan del tal pleyto, e assi lo prouean dende agora.

- Por último la opción, pero no la obligación, de contribuir con la octava parte de los gastos de toda futura expedición, a cambio de recibir luego una parte similar de los beneficios obtenidos. Los historiadores discrepan sobre si Colón llegó a ejercer esta opción alguna vez.[25]

Item que en todos los nauios que se armaren paral dicho tracto e negociacion cada y quando y quantas vezes se armaren que pueda el dicho don Christoual colon si quisiere contribuyr e pagar la ochena parte de todo lo que se gastare en el armazon e que tanbien haya e lieue del prouecho la ochena parte de lo que resultare de la tal armada.

### Fecha y firmas
El texto concluye dando el lugar y la fecha en la que se despachó el documento:

Son otorgadas e despachadas con las respuestas de vuestras altezas en fin de cada hun Capitulo en la villa de Santa fe de la vega de granada a XVII de abril del anno del nacimiento de nuestro Sennor Mil CCCCLXXXXII [1492].

Las copias conservadas incluyen a continuación las frases "yo el Rey" y "yo la Reyna" para indicar que el original había sido rubricado por ambos monarcas, así como el nombre del redactor, Juan de Coloma, que era el secretario del rey. Por último en algunas copias se indica que el documento fue registrado por "Calçena", es decir, el registrador de la Cancillería de Aragón Juan Ruiz de Calcena.

## Ejemplares conservados

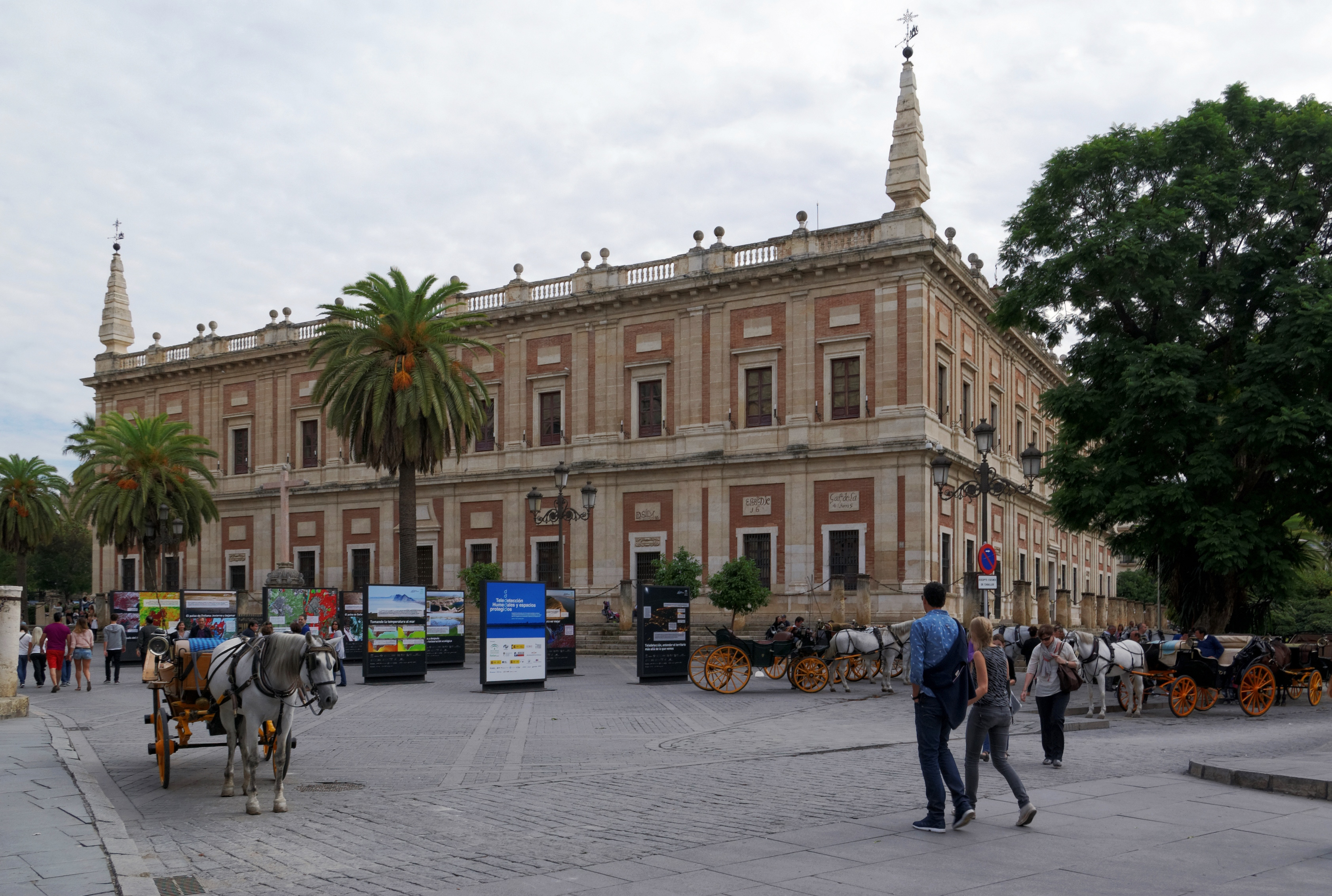
El Archivo de Indias de Sevilla conserva dos transcripciones del original de las Capitulaciones de Santa Fe.

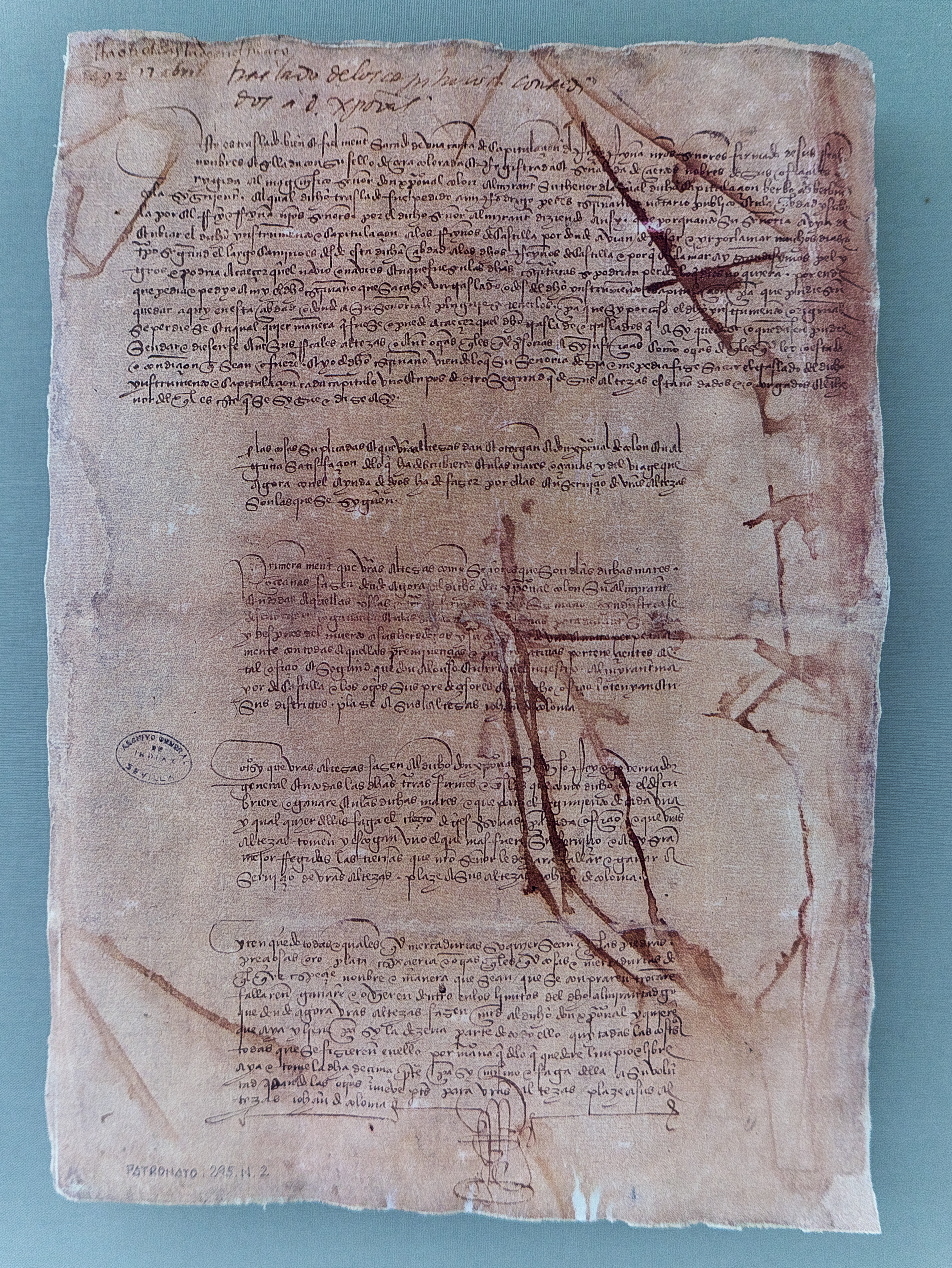
Archivo General de Indias. Capitulaciones acordadas por los Reyes Católicos y Cristóbal Colón. Santa Fe, 17 de abril de 1492

La copia más antigua de las Capitulaciones de Santa Fe se conserva en el Archivo de la Corona de Aragón, dentro de la unidad Archivo Real (Real Cancillería). El texto de las Capitulaciones se registró en los folios 135v-136v del volumen 9 (registro 3569) de la serie Diversorum sigilli secreti, en la que se transcribían documentos expedidos con el sello secreto del rey. En el índice del volumen el documento aparece titulado con el nombre de la parte a la que se refiere: Christofori Colon. En el mismo registro 3569 figuran justo a continuación otros dos documentos relacionados directamente con el primer viaje de Colón: un salvoconducto y una carta de presentación a cualquier soberano extranjero con el que se encontrase la expedición (el nombre del monarca fue dejado en blanco). Ambos textos fueron redactados en latín por Juan de Coloma y fechados en Granada a 17 y 30 de abril respectivamente.
A Cristóbal Colón se le debió entregar el original, hoy perdido, que a su muerte fue depositado en el monasterio de la Cartuja de Sevilla. De él se conservan en el Archivo General de Indias dos copias posteriores: un traslado realizado por un notario en la Española en diciembre de 1495 y un asiento en un registro cedulario. Bartolomé de las Casas transcribió alguna de estas copias en su Historia general de las Indias, introduciendo una modificación en el primer párrafo: en vez de "ha descubierto" anotó "ha de descubrir". Se conserva también un ejemplar impreso con el texto del privilegio de confirmación otorgado en Burgos en 1497, que probablemente fuese editado a título privado por la familia Colón durante los Pleitos Colombinos.
La primera publicación impresa moderna del texto de las Capitulaciones se debió a Martín Fernández de Navarrete en 1825, que se basó en el traslado notarial de 1495 y siguió el mismo criterio que Las Casas en cuanto al «ha de descubrir». El primero en llamar la atención sobre el registro conservado en el Archivo de la Corona de Aragón fue el investigador Gustav Bergenroth, que publicó en 1862 una traducción al inglés. La obra de Bergenroth dio a conocer por primera vez el contenido exacto de las Capitulaciones, incluyendo el "ha descubierto", lo cual vino a reforzar las tesis de los partidarios de un pre-descubrimiento de América.

## Confirmación y desarrollo

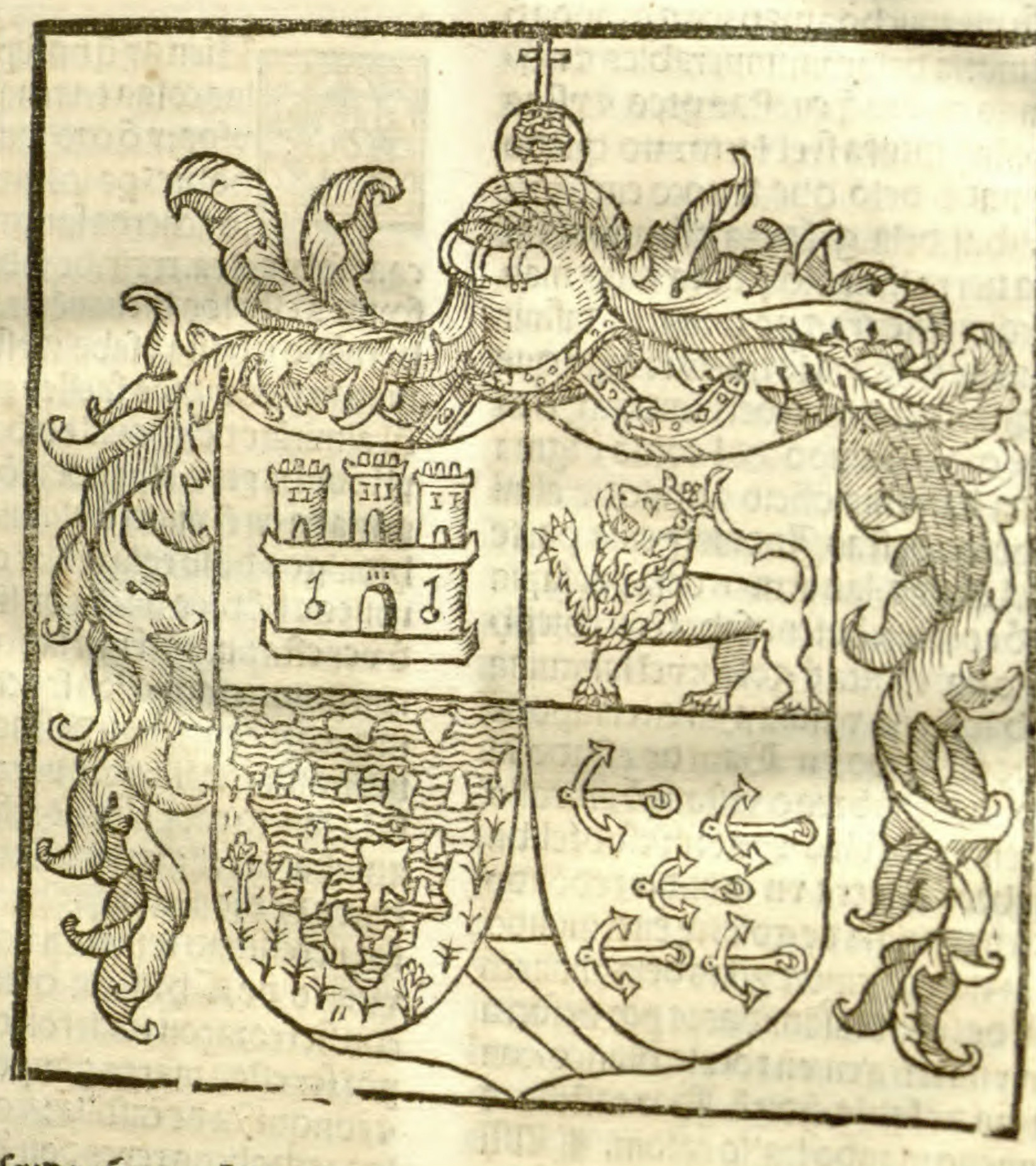
Escudo del almirante Cristóbal Colón dibujado por Gonzalo Fernández de Oviedo en su Historia (1536).

Las Capitulaciones de Santa Fe fueron copiadas, desarrolladas y ampliadas en una serie de documentos oficiales emitidos entre 1492 y 1497.
Real privilegio del 30 de abril de 1492
 Texto completo
Al igual que las Capitulaciones de Santa Fe, este documento fue redactado por Juan de Coloma y firmado por los reyes. Mientras que de las Capitulaciones del 17 de abril se discute si fueron una concesión regia o si tuvieron valor jurídico como contrato, este documento del 30 de abril se considera unánimemente una merced concedida por los reyes. Se conserva su registro oficial en el Archivo General de Simancas.
En contraste con las Capitulaciones de Santa Fe, este documento no trata a Colón de "Don" y condiciona la concesión del título de almirante a que efectivamente Colón descubra y gane nuevas tierras. Por otra parte, establece de manera inequívoca el carácter hereditario de los tres cargos concedidos, no solo el de almirante sino también los de virrey y gobernador. Rumeu de Armas ha señalado que esta última disposición era ilegal y nula por contravenir una decisión de las Cortes de Castilla de 1480 que había prohibido la transmisión hereditaria de cargos públicos.
Carta de confirmación del 28 de mayo de 1493
Tras regresar Colón del primer viaje, los reyes confirmaron el privilegio del 30 de abril de 1492 por medio de un documento fechado en Barcelona y redactado por el secretario Fernando Álvarez de Toledo. En él establecieron además una demarcación geográfica clara al cargo de Almirante del mar Océano: a occidente del meridiano que "pasa de las islas de los Azores a la isla del Cabo Verde", que es el mismo límite que por las mismas fechas fijó la primera de las Bulas Alejandrinas para los dominios de Castilla en el Atlántico. También le otorgaron el derecho de usar el sello real y expedir documentos en nombre de los monarcas. El original se conserva en el Archivo General de Indias. Hernando Colón publicó el texto íntegro en su Historia del Almirante, impresa en Venecia en 1571.
Carta de privilegio del 23 de abril de 1497
Cuando Colón regresó de su segundo viaje a las Indias, solicitó a los reyes una confirmación de las Capitulaciones de Santa Fe elevándolas al rango de carta de privilegio emplomada. Los reyes accedieron, por lo cual la Cancillería Mayor del Sello Mayor redactó y selló el documento, fechado a 23 de abril de 1497 que incluye palabra por palabra el texto de las Capitulaciones. Hoy día se conserva el original de esta carta de privilegio en el Archivo General de Indias y su registro en el Archivo General de Simancas.
En la misma fecha de 23 de abril de 1497 Colón recibió otra carta de privilegio emplomada que confirmaba sus títulos de almirante, virrey y gobernador así como una serie de copias autorizadas de todos los privilegios de los Almirantes de Castilla, a los cuales se había equiparado en categoría gracias a las Capitulaciones de Santa Fe. Con copias todos estos documentos Colón constituyó en 1498 el denominado Libro de los privilegios, cuyo original se conserva también en el Archivo de Indias. Con posterioridad, en 1502, Colón ordenó hacer cuatro copias manuscritas del Libro, de las cuales dos se las envió al embajador genovés Nicolò Oderigo. Una de ellas se conserva todavía en el archivo de Génova mientras que la otra está en París porque fue robada por el ejército de Napoleón. Una tercera copia fue depositada en el monasterio de la Cartuja, fue usada por los herederos de Colón y más tarde desapareció. La cuarta copia, en papel y no en pergamino como las otras, se la envió Colón a su representante en Santo Domingo, Alonso Sánchez de Carvajal; también se perdió. La familia Colón hizo también una pequeña edición impresa de la carta de privilegio a finales de los años 1520, durante los Pleitos Colombinos.

## Anomalías y controversias

### Naturaleza jurídica
Existe controversia sobre la naturaleza jurídica de las Capitulaciones y su valor efectivo. En particular se discute sobre si se trató de un contrato vinculante o de una merced.
Para los herederos de Colón las Capitulaciones de Santa Fe eran un contrato privado que vinculaba a las dos partes. Esta opinión la reflejan hoy día historiadores como Luis Arranz. Por el contrario la Corona defendió que se trataba de una concesión graciosa y por tanto revocable, interpretación con la que está de acuerdo Francisco Morales Padrón.  Entre ambos extremos algunos historiadores piensan que se trató de un pacto de naturaleza feudal, en el que las dos partes asumieron obligaciones pero no como iguales.

### «... ha descubierto»
El uso del pretérito perfecto «ha descubierto» en el encabezado de las capitulaciones sugiere que Colón se atribuyó descubrimientos de tierras anteriores a 1492, lo cual para historiadores como Henry Vignaud, Juan Manzano, Luis Arranz o Gustavo Vargas respalda la teoría del predescubrimiento de América. Por el contrario Antonio Ballesteros Beretta opinó que el «ha descubierto» refleja una mera hipótesis que Colón habría planteado sobre una ruta hacia oriente por occidente. Esta es la interpretación que recogió el gobierno de España en la descripción de las Capitulaciones enviada a la UNESCO en 2007. El historiador Antonio Rumeu de Armas sostuvo una tercera interpretación según la cual el registro conservado en el Archivo de la Corona de Aragón correspondería a una versión de las capitulaciones modificada en 1493, tras el retorno de Colón del primer viaje. Los oficiales de la Corona habrían introducido interpolaciones que modificaron la redacción original. Ello explicaría tanto el «ha descubierto» como otras dos anomalías del texto: el llamar «Don» a Colón, tratamiento que no tuvo hasta marzo de 1493; y el afirmar que los reyes son «señores (...) de las mares océanas», un título que no utilizaron hasta mayo de 1493. Siempre según Rumeu, «el viaje que agora ha de fazer» mencionado en el encabezado de las Capitulaciones sería el segundo viaje de Colón y no el primero.
Este aspecto de las Capitulaciones fue desconocido durante varios siglos porque tanto Bartolomé de las Casas como Alonso de Santa Cruz decidieron modificar la frase original cambiando el «ha descubierto» por «ha de descubrir» o «había de descubrir». La forma modificada «ha de descubrir» es la que adoptó también Martín Fernández de Navarrete en el siglo XIX, y como su transcripción fue ampliamente copiada y traducida a otras lenguas, el error se propagó.

### Objetivos de la expedición
El texto de las Capitulaciones de Santa Fe no menciona en ningún momento ni Asia ni las Indias como objetivo del viaje mientras que parece presuponer la existencia de tierras en el océano Atlántico. El objetivo de la expedición es puramente imperialista ("descubrir" y "ganar" tierras) y económico, ya que cita perlas, piedras preciosas, oro, plata y especias. En ningún momento se menciona ningún objetivo religioso o evangelizador.
Sin embargo, en el salvoconducto en latín entregado por la Corona a Colón junto con las Capitulaciones de Santa Fe y dirigido a cualquier autoridad extranjera con la que se encontrase, se lee que Colón ha sido enviado “per maria oçeana ad partes Indie” ("por las mares océanas a las partes de la India") para, entre otros fines, "fidei ortodoxe aumentum" ("el aumento de la fe ortodoxa").

### Trámite burocrático atípico
El texto de las capitulaciones fue registrado por el sigillator de la Cancillería de Aragón, Juan Ruiz de Calcena, y se conservó en un archivo de esa Corona. No se conserva ningún registro equivalente entre los documentos de la Corona de Castilla del Archivo General de Simancas. Lo normal para un documento castellano habría sido que lo acordase el consejero real Rodrigo Maldonado de Talavera, lo registrase Sebastián de Olano y le pusiese el sello de la poridad el canciller Francisco de Madrid pero las Capitulaciones fueron tramitadas por tres burócratas aragoneses: Juan de Coloma, Juan Ruiz de Calcena y Miguel Pérez de Almazán. Se da la circunstancia de que la orden de expulsión de los judíos de Castilla (el llamado Edicto de Granada), casi simultánea a las Capitulaciones de Santa Fe, también fue tramitada por los tres aragoneses, también fue copiada en el registro 3569 del Diversorum sigilli secreti aragonés y tampoco se conserva su original en ningún archivo castellano. La orden de expulsión era un documento secreto, fechado el 31 de marzo de 1492 pero enviado con instrucciones de no ser leído hasta el 1 de mayo. Esta similitud ha llevado al historiador Antonio Rumeu de Armas a postular que las Capitulaciones de Santa Fe también debieron ser un documento secreto y por ello tramitadas de manera anormal para esconderlas de espías extranjeros.
Por otra parte en las transcripciones de las capitulaciones de Santa Fe se lee al final de cada uno de los capítulos la frase «Plaze a sus altezas. Johan de Coloma». Hay otras capitulaciones de la misma época en las que la Corona responde punto por punto pero las de Santa Fe son las únicas en las que además firman los reyes. Por otra parte, la inusual fórmula "plaze a sus altezas" podría ser una influencia de la práctica de las cortes catalanas, cuyas propuestas eran aprobadas por el monarca escribiendo "plau al senyor rei" (es decir, "place al señor rey").
Es también anormal que el documento no marque ninguna contrapartida ni limitación a las prerrogativas de Colón. Por ejemplo habría sido lógico que regulase cómo recibiría la Corona el 90 % de los beneficios que no correspondían a Colón o en qué puerto deberían descargarse las mercancías. La Corona parece haberse limitado a aceptar pasivamente el texto propuesto por Colón.

### Título de virrey
En las Capitulaciones a Colón se le concedió el título de virrey de los territorios que descubriera. Durante el siglo XV dicho título era utilizado oficialmente en la Corona de Aragón, principalmente para el reino de Sicilia, cuyo virrey en 1492 era el castellano Fernando de Acuña. En la Corona de Castilla no existía oficialmente el cargo pero sí se llamó así oficiosamente a los dos gobernadores generales nombrados por los reyes durante la guerra de Granada para gobernar los territorios castellanos al norte del Sistema Central: el condestable Pedro Fernández de Velasco y el almirante Alonso Enríquez de Quiñones. Por otra parte es anómalo que las Capitulaciones otorguen primero el título de almirante y después el de virrey, ya que el cargo de virrey normalmente era más importante. Según Rumeu de Armas esto pudo deberse a que el redactor original del documento fue Colón y a sus ojos el título de almirante era más prestigioso.
La concesión de títulos de tanta autoridad como los de virrey y almirante supuso una ruptura con la tendencia impuesta por los reyes Fernando e Isabel en las capitulaciones anteriores a la de Santa Fe —las de la conquista de Canarias— en las que habían eliminado la concesión de señoríos a fin de preservar el poder de la monarquía autoritaria. Tampoco se encuentran cargos señoriales ni vitalicios en las capitulaciones posteriores acordadas para la conquista de América; como mucho, a algún conquistador la Corona lo nombraría gobernador de algún territorio.
El por qué la Corona aceptó en el caso de Colón concederle títulos y cargos tan excepcionales es objeto de debate entre los historiadores. El rey Fernando, veinte años después, dio su versión del motivo: "todo lo que agora se puede descubrir es muy fácil de descobrir y no mirando estando todos los que hablan en descobrir quieren tener fin a la Capitulación que se hizo con el Almirante Colon y no piensan como entonces nynguna esperança avía de lo que se descubrió ny se pensaba que aquello pudiese ser la merced que Yo le hago"; es decir, Fernando justifica las concesiones a Colón por las bajas expectativas con que se veía su proyecto.

## Consecuencias

### Descubrimiento de América e instauración del monopolio colombino

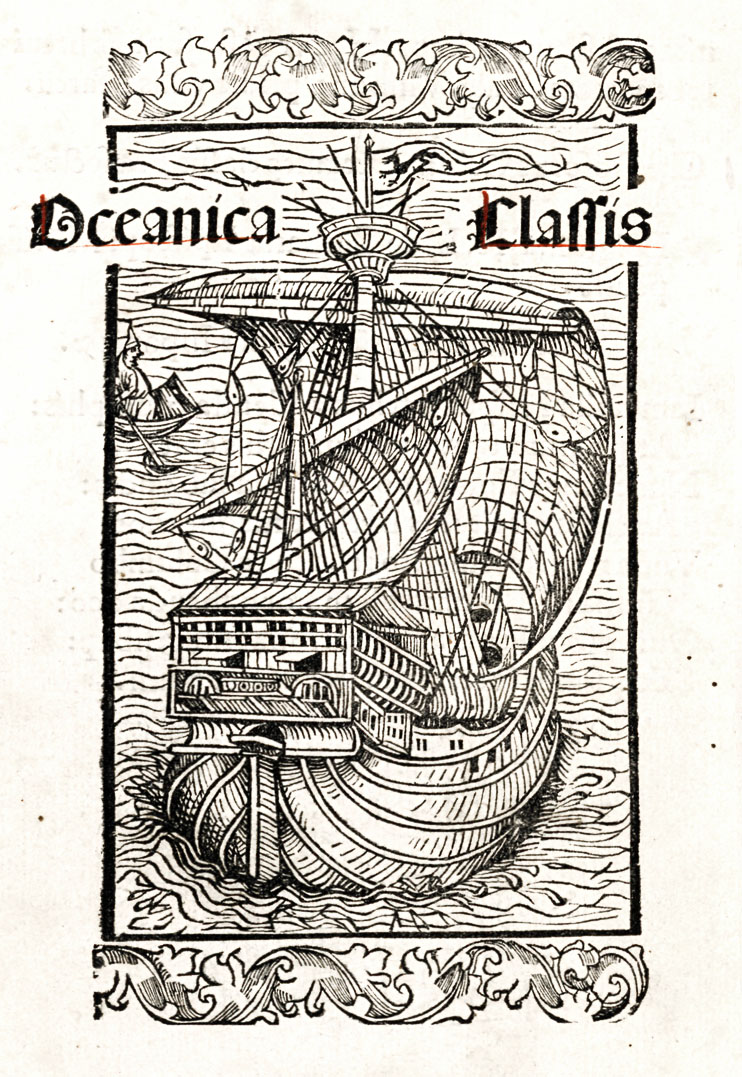
Ilustración de una de las cartas anunciando el Descubrimiento de las Indias publicada en 1493 tras el primer viaje de Colón.

La firma de las capitulaciones de Santa Fe y las órdenes regias emitidas a continuación posibilitaron la organización por Colón de su primer viaje a las Indias, el cual se considera el punto de inicio del descubrimiento de América. Participaron tres carabelas: la Pinta, la Niña y la Santa María, al mando de Martín Alonso Pinzón, Vicente Yáñez Pinzón y Cristóbal Colón, respectivamente. Las naves partieron de Palos de la Frontera el 3 de agosto de 1492 y se dirigieron a las Canarias. El 12 de octubre llegaron a la isla de Guanahani. Colón siguió con su periplo por el Caribe, llegó a Cuba el 28 de octubre y a la Española el 6 de diciembre. El 24 de diciembre la Santa María encalló en las costas de La Española y con sus restos se construyó el Fuerte Navidad. La expedición emprendió el regreso el 16 de enero de 1493 y unos días más tarde una tormenta separó a las dos naves supervivientes. La Pinta, al mando de Pinzón, llegó a Bayona (Galicia) a finales de febrero y anunció a los Reyes Católicos el descubrimiento. Al recibir la noticia los reyes decretaron la prohibición inmediata de ir "a las Yndias" sin autorización y encargaron a sus embajadores en Roma la obtención de unas bulas, denominadas "Bulas Alejandrinas", con las que el papa Alejandro VI otorgaría a Castilla y León el monopolio de las tierras descubiertas al oeste de cierto meridiano. Entre tanto, la Niña, en la que viajaba Colón, hizo escala el 17 de febrero en la isla portuguesa de Santa María, en las Azores, y el 4 de marzo recaló en Lisboa. Embajadores portugueses salieron inmediatamente hacia la corte de los Reyes Católicos, situada en esas fechas en Barcelona, para reclamar las tierras descubiertas por los navegantes castellanos, en un ambiente de tensión diplomática y pre-bélica. Colón regresó a Castilla por el puerto de Palos y de allí marchó a Sevilla y después a Barcelona, donde fue recibido por los reyes, que reconocieron su descubrimiento y le confirmaron sus títulos de almirante, virrey y gobernador. Al mismo tiempo le apremiaron a completar la preparación de una segunda expedición a las Indias, mucho mayor en barcos y hombres, bajo la supervisión del obispo Juan Rodríguez de Fonseca.

### Segundo y tercer viajes de Colón
El Segundo Viaje finalmente partió de Cádiz el 25 de septiembre de 1493 con diecisiete naves. Su objetivo oficial era explorar, colonizar y predicar la fe católica por los territorios que habían sido descubiertos en el primer viaje, mientras en la península continuaban las negociaciones diplomáticas entre Castilla y Portugal, que culminaron en la firma del Tratado de Tordesillas en 1494. Colón desembarcó en la isla de Puerto Rico el 19 de noviembre y fundó la ciudad de La Isabela en la Española el 6 de enero de 1494. Poco después regresaron a España doce buques de la flota mientras en el Caribe continuaban los viajes de descubrimiento a distintos territorios. Fonseca envió varias flotillas con provisiones en 1495 y 1496 mientras que la larga ausencia de Colón de la Española llevó a pensar que había muerto. Por ello en 1495 la Corona reorganizó el gobierno de las Indias y liberalizó las expediciones privadas de descubrimiento y comercio.
Al oír estas noticias, Colón retornó alarmado a Europa en junio de 1496 e inmediatamente reclamó sus derechos. Tuvo éxito ya que en 1497 recibió cartas plomadas de confirmación de sus títulos y privilegios. Más aún, logró que la Corona anulase el decreto liberalizador de 1495 y que por tanto le quedase a Colón tácitamente el monopolio sobre todo el Nuevo Mundo, incluso sobre los territorios que no descubriese él mismo. Este último privilegio suponía, sin embargo, ir más allá de lo acordado en Santa Fe en 1492.
Colón regresó al Caribe el 31 de mayo de 1498 desde Sanlúcar de Barrameda al mando de seis barcos. Llegó el 31 de julio a la isla Trinidad y desde el 4 al 12 de agosto exploró el golfo de Paria, el cual separa Trinidad de Venezuela. El 19 de agosto marchó a La Española para encontrarse con que la mayoría de los españoles allí asentados estaban descontentos, al sentirse engañados por Colón sobre las riquezas que encontrarían. Colón intentó repetidas veces pactar con los sublevados, los taínos y los caribes. Algunos de los españoles que habían retornado denunciaron a Colón ante la corte por mal gobierno. En 1499 los reyes nombraron a Francisco de Bobadilla nuevo gobernador para La Española, despojando a Colón del cargo. A su llegada a la isla, el 23 de agosto de 1500, Bobadilla detuvo a Colón y a sus hermanos y los embarcó presos hacia España.

### Ruptura del monopolio descubridor
En 1499, antes incluso del retorno de Colón encadenado, la Corona comenzó a otorgar a otros exploradores permisos para ir a descubrir nuevas tierras a las Indias. Se acogieron para ello a un punto que había quedado ambiguo en las capitulaciones de Santa Fe: si el monopolio de Colón se extendería o no a toda tierra que se descubriese en el futuro. Cada candidato a descubridor se encargaba de financiar y armar su expedición tras negociar unas capitulaciones específicas con la Corona, representada por el obispo Fonseca. Entre los primeros viajes así lanzados destacan el de Alonso de Ojeda, que llegó hasta la actual Venezuela en 1499, y en el mismo año el de Vicente Yáñez Pinzón que se convirtió en el primer europeo en llegar al río Amazonas y las costas del actual Brasil. Las capitulaciones para estos viajes, contrariamente a las de Santa Fe, se limitaron a otorgar beneficios económicos y, como mucho, cargos de gobernador pero no señoríos hereditarios. Por otra parte la Corona dejó la financiación de la mayoría de las nuevas expediciones en manos de sociedades mercantiles, formadas por el capitán de cada expedición, capitalistas que no se embarcaban y otros socios menores que aportaban sobre todo su trabajo.
Colón fue liberado a su retorno a España por orden de la Corona y emprendió la tarea de recopilar todos los documentos que le habían concedido títulos y derechos en un Libro de los privilegios. Más tarde, en 1502, emprendió su cuarto viaje a las Indias, para el cual tuvo que firmar con la Corona una capitulación específica al igual que los demás descubridores privados. Poco antes de partir, los reyes informaron a Colón del nombramiento de un nuevo gobernador para la Española, Nicolás de Ovando, con lo cual Colón quedaba despojado de ese título.  En este viaje Colón perdió todos sus barcos y no consiguió su objetivo de hallar un paso hacia Asia. Regresó fracasado a España en 1504 y murió dos años después. Le sucedió en el cargo de Almirante de la mar Océana su hijo mayor, Diego Colón.

### Pleitos colombinos
Desde el nombramiento de Ovando como gobernador de la Española en 1500, primero Cristóbal Colón y luego su primogénito Diego presentaron varios memoriales y peticiones a la Corona reclamando los derechos que estimaban pisoteados. En 1511 Diego inició la reclamación por vía judicial de los privilegios y títulos otorgados por los reyes a su padre, principalmente en base al privilegio del 30 de abril de 1492, a las capitulaciones de Santa Fe (a las que se llamaba "la Capitulación de los çinco capítulos") y sus confirmaciones posteriores. Diego Colón arguyó que todos estos documentos eran contratos y no mercedes, y en particular lo defendió para el del 30 de abril de 1492 porque era el que afirmaba sin lugar a dudas que todos los títulos eran hereditarios, contrariamente a las capitulaciones de Santa Fe, que eran más ambiguas sobre este punto.
Dio así comienzo un largo pleito al que los historiadores han llamado "los pleitos colombinos". Los fiscales de la Corona inicialmente centraron su defensa en negar valor contractual a los documentos otorgados a Colón. En 1535, sin embargo, el nuevo fiscal encargado del caso dio un giro a su estrategia y concedió que las capitulaciones de Santa Fe sí que habían sido un contrato (no así los otros privilegios). El fiscal se centró en demostrar que Colón había incumplido dicho contrato porque los auténticos descubridores de las Indias habían sido en realidad Martín Alonso Pinzón y sus hermanos.
Tras varias sentencias provisionales que luego fueron revocadas, la parte principal del pleito terminó en 1536 con un arbitraje: a los herederos de Colón se les reconoció el título de almirante (no los de virrey y gobernador), así como el ducado de Veragua (en la región del Darién) y la gobernación de Jamaica. Persistieron aún disputas judiciales entre diferentes ramas de la familia Colón que solo se resolverían a finales del siglo XVIII.

### Inscripción en el registro de la Memoria del Mundo
En 2007 el gobierno de España solicitó a la UNESCO la inscripción de las Capitulaciones de Santa Fe en el programa "Memoria del Mundo"; en concreto la solicitó para el registro conservado en el Archivo de la Corona de Aragón. La inscripción fue aceptada en 2009, pasando a formar parte del programa memoria del mundo en España.